# Todesserie von ukrainischen Oppositionellen

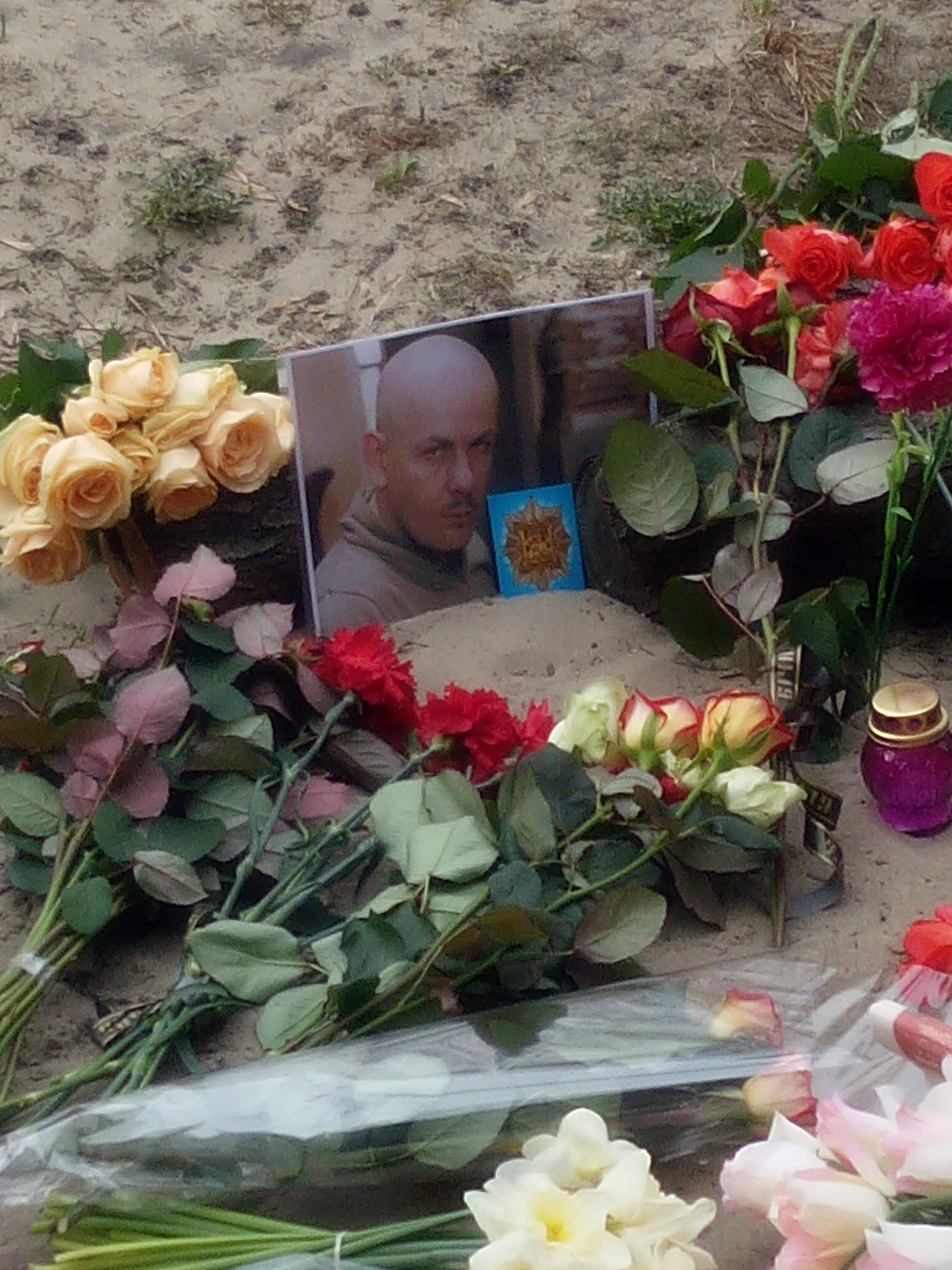
Tatort des Attentats auf Oles Busyna am 17. April 2015

Bei der Todesserie von ukrainischen Oppositionellen handelt es sich um teilweise ungeklärte Todesfälle und Attentate auf pro-russische Oppositionelle in der Ukraine im Jahr 2015.

## Todesfälle
Ukrainische Medien berichteten von mehr als zehn Todesfällen, bei denen es sich teilweise um angebliche Selbstmorde handelte. Die meisten Opfer waren Vertreter aus Politik und Medien.
Zu den Todesopfern zählen:
- Mykola Serhijenko, der ehemalige stellvertretende Generaldirektor der ukrainischen Eisenbahngesellschaft Ukrsalisnyzja, welcher vom damaligen Ministerpräsidenten Mykola Asarow ernannt wurde,[4] wurde am 26. Januar erschossen in seinem Haus in Kiew aufgefunden.
- Alexei Kolesnik, der ehemalige Vorsitzende der Regionalregierung der Oblast Charkiw, er wurde am 29. Januar erhängt aufgefunden.
- Serhij Walter, ehemaliger Bürgermeister von Melitopol wurde am 25. Februar erhängt aufgefunden.
- Oleksandr Bordjuga, stellvertretender Polizeichef von Melitopol, wurde am Morgen des 26. Februar tot in seiner Garage aufgefunden.
- Michailo Tschetschetow, ein hoher Parlamentsmitarbeiter der Partei der Regionen und ehemaliger Leiter des staatlichen Grundstücksfonds stürzte am 28. Februar nachts aus seiner Wohnung in der 17. Etage; er hinterließ einen Abschiedsbrief.
- Stanislaw Melnyk (Станісла́в Анато́лійович Ме́льник), ein ehemaliger Abgeordneter und Mitglied der Partei der Regionen, wurde am 9. März erschossen in seiner Wohnung in Ukrajinka aufgefunden.
- Oleksandr Pekluschenko (Олександр Миколайович Пеклушенко), Mitglied der Partei der Regionen und von 2011 bis 2014 Gouverneur der Oblast Saporischschja, wurde am 12. März tot in seinem Haus in Sonjatschne aufgefunden. Er soll Selbstmord durch einen Genickschuss mit einem Gewehr begangen haben.
- Serhij Melnitschuk, Staatsanwalt in Odessa und Mitglied der Partei der Regionen, fiel am 14. März aus dem neunten Stock eines Apartmenthauses in Odessa.

Alle acht Personen waren Mitglieder/Mitarbeiter von Wiktor Janukowytschs ehemaliger Regierungspartei Partei der Regionen.
Zu Fällen im April 2015 zählen:
- am 13. April; Serhij Suchobok (Сергій Анатолійович Сухобок, Journalist);
- am 15. April; wurde Oleh Kalaschnikow (Politiker und Anti-Maidan-Aktivist) erschossen in seinem Haus in Kiew aufgefunden;
- am 16. April; wurde Olga Moros (Chefredakteurin der Zeitung „Neteschinski Westnik“) tot in ihrer Wohnung in der Oblast Chmelnyzkyj aufgefunden;
- am 16. April; wurde Oles Busyna (regierungskritischer Journalist und Publizist, ehemaliger Chefredakteur der Tageszeitung „Sewodnja“ von Rinat Achmetow) auf offener Straße vor dem Hauseingang seiner Wohnung in der Innenstadt von Kiew erschossen, die beiden maskierten Täter entkamen unerkannt.

## Reaktionen
Der ukrainische Präsident Petro Poroschenko verurteilte am 16. April in Kiew die offenkundigen Morde als „absichtliche Provokation“, die „Öl auf die Mühlen unserer Feinde gießen und die Lage in der Ukraine destabilisieren“. Er forderte seine eigenen Behörden zu einer „transparenten Untersuchung“ auf. Zwei der Morde in der Ukraine ereigneten sich tatsächlich just einerseits einen Tag vor und andererseits genau während des jährlichen Fernsehauftrittes „Direkter Draht“ des russischen Präsidenten, Wladimir Putin, welcher kommentierte: „Es ist nicht der erste politische Mord, in der Ukraine gab es eine ganze Serie von solchen Tötungen.“ Andere Berichte gingen davon aus, dass der russische Geheimdienst mit den Mordanschlägen begonnen hätte, um eine neue erwartete Offensive im Mai 2015 vorzubereiten. Was jedoch als Tatsache gilt ist, dass der ermordete Kalaschnikow Aussagen zur Organisation des Anti-Maidan hätte machen können. Bekannt war, dass sowohl Kalaschnikow wie Busina als Zeugen bei einer Untersuchung der Anti-Maidan-Proteste zugunsten der damaligen Staatsmacht auftreten sollten und deren Spuren nach Moskau führen könnten.

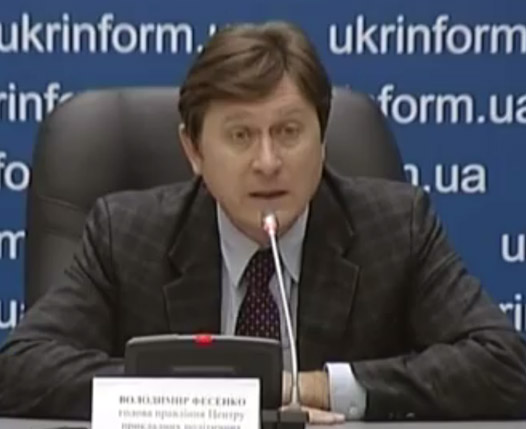
Wolodymyr Fessenko, Leiter PENTA

Wolodymyr Fessenko (Володимир В'ячеславович Фесенко), der Leiter des Zentrums für angewandte politische Forschungen PENTA (Центр прикладних політичних досліджень “Пента”), verbreitete in einem Interview mit der ukrainischen Nachrichtenagentur Unian die Theorie, die Morde seien von prorussischen Kräften vorwiegend für das russische Publikum inszeniert worden, um die These eines politischen Terrors in der Ukraine zu bestätigen. Dabei seien Kalaschnikow und Busyna bekannt, aber in der prorussischen Protestbewegung relativ unwichtig und seien daher ein „rituelles Opfer auf dem Altar der russischen Propaganda“. Die Morde seien aber auch zur Diskreditierung der Ukraine in Europa ausgeführt worden.
Auch einige Mitglieder des Oppositionsblocks aus Janukowytschs ehemaliger Partei der Regionen halten eine russische Einmischung für denkbar und das Bekennerschreiben einer angeblichen Ukrainischen Aufständischen Armee für gefälscht.
Laut einem Spiegel-Bericht vom 17. April 2015 hatte Oleh Kalaschnikow kurz vor seinem Tod in einem Brief an seine Freunde von einem Internet-Portal berichtet, auf dem zur Selbstjustiz aufgerufen wird.
Er habe Morddrohungen erhalten und warnte „offene Morde an Dissidenten, Morddrohungen und ständige schmutzige Beleidigungen“ seien alltäglich geworden. Die Webseite trägt den Namen „Mirotworez“ (deutsch: Friedensstifter) und führt „Volksfeinde“ auf, auch mit ausführlichen Steckbriefen – Kalaschnikows Adresse war dort publik gemacht worden, im Falle des Journalisten Oles Busyna sogar eine Handynummer. Beide Einträge waren erst wenige Tage zuvor angelegt worden.
Am Abend des 17. April 2015 übernahm ein Versender einer E-Mail mit dem Absender Ukrainische Aufständische Armee (UPA) die Verantwortung für Attentate. Der Absendername lehnt sich an die historische Miliz UPA an. In der an oppositionelle Abgeordnete und politische Kommentatoren verschickte E-Mail forderte die „UPA“ „antiukrainische“ Personen auf, das Land innerhalb von 72 Stunden zu verlassen, andernfalls würden sie getötet. Die E-Mail drohte mit der „vollständigen Ausrottung“ der „Feinde der Ukraine“ und kündigte „einen gnadenlosen aufständischen Kampf gegen das antiukrainische Regime der Verräter und Moskauer Speichellecker“ an. Um ihre Täterschaft zu belegen, nannte die E-Mail Details der Morde, die bis dahin nicht veröffentlicht worden waren, wie die genaue Tatzeit und das Kaliber der Tatwaffen, jedoch auch einen Schusswechsel, den es gemäß ukrainischen Angaben nicht gab. Anton Geraschenko, Berater des ukrainischen Innenministeriums in Kiew bezeichnete die Absender als Psychopathen.
Die Vereinten Nationen forderten eine völlige Aufklärung. Die Verbrechen seien beunruhigend, sagte eine Sprecherin des UN-Hochkommissars für Menschenrechte, Said Raad al-Hussein, in Genf. Nötig seien eine „schnelle, unabhängige und glaubwürdige Untersuchung“ sowie die Bestrafung der Verantwortlichen.